# Diego López de Zúñiga
Diego López de Zúñiga Avellaneda y Velasco (auch: Jacobus Lopis Stunica; um * 1470 in der Provinz Estremadura; † 1531 in Neapel) war ein spanischer Humanist, Theologe und Gelehrter, der u. a. auch wegen seiner Kontroversen mit Erasmus und Jacques Lefèvre d’Étaples bekannt wurde.

## Leben und Wirken
Diego López de Zúñiga wurde um 1470 in der Extremadura in einer aristokratischen Familie, dem Haus Zúñiga geboren. Er war ein Schüler des portugiesischen Arias Barbosa der an der Universität von Salamanca lehrte. De Zúñiga wurde von Kardinal Jiménez de Cisneros, der Gründer der Universität Alcalá für die Mitarbeit an der Complutensischen Polyglotte, Biblia políglota complutense gewonnen.  Der Kardinal übertrug ihm die Leitung für die Gesamtedition. Weitere Mitarbeiter waren u. a. der Latinist Hernán Núñez de Toledo y Guzmán und Alfonso de Zamora ein Hebraist. De Zúñiga besaß Sprachkenntnisse des Aramäischen und des Arabischen. Die Bibelübersetzung erschien als sechsbändige Monumentalwerk. Man konzipierte den Satzspiegel in Form eines Spaltensatzes, der die unterschiedlichen Sprachen in Kolumnen nebeneinander stellte; eine Bibel also in Hebräisch, Griechisch, Latein und teilweise in Aramäisch.

## Werke
- Annotationes contra Iacobum Fabrum Stapulens. Toledo 1519
- Annotationes contra Erasmum Roterodamum in defensionem tralationis Noui Testamenti. Toledo 1520
- Itinerarium ab Hispania usq ad urbem romanam in quo multa varia ac scitu dignissima content. Roma 1521
- Erasmi Roterodami blasphamiae et impietates nunc primum propalatae ac proprio volumine alias redargutae. Roma 1522
- Libellus trium illorum voluminum praecursor, quibus Erasmicas impietates ac blasphemias redarguit. Roma 1522
- Epistola ad Pontificem noviter electum. Roma 1522
- Conclusiones principaliter suspecte et scandalose que reperiuntur in libris Erasmi Roterodami. Roma 1523
- Assertio ecclesiasticae translationis Noui Testamenti a soloecismis quos illi Erasmus Roterodamus impegerat. Roma 1524
- Loca quae Stunicae annotationibus illius suppresso nomine in tertia editione Noui Testamenti Erasmus emendauit. Roma 1524
- Consilium quod ad causam Lutheranam non sit opus generali concilio. Roma 1530